# Yūji Itadori
Yuji Itadori (虎杖悠仁 Itadori Yūji?) es el protagonista de la serie de manga y anime Jujutsu Kaisen. Yuji es un chamán de jujutsu de primer año en la Escuela Técnica de Magia del Área Metropolitana de Tokio, quien se adentró al mundo de la hechicería después de comerse uno de los veinte dedos pertenecientes a Ryomen Sukuna, un poderoso espíritu maldito, un ser manifestado a partir de la energía maldita de las emociones negativas que fluyen en los humanos. Con sus compañeros de clase Megumi Fushiguro y Nobara Kugisaki, Yuji exorciza maldiciones mientras trata de honrar el legado de su abuelo y salvar a otros incondicionalmente para que cuando sea ejecutado después de comerse los veinte dedos, su muerte no sea en vano.
A lo largo de la serie, la destreza sobrehumana de Yuji y las excepcionales técnicas malditas se desarrollan mientras enfrenta diferentes maldiciones y el retroceso emocional de sus acciones. A pesar de haber practicado el uso de energía maldita durante unos meses, Yuji es tremendamente poderoso incluso sin haberse convertido en el Recipiente de Sukuna. Yuji cree mucho en tomar «el valor de la vida» en un paseo y trabaja para asegurarse de que todos los que conoce, sin importar cuán profunda sea su conexión con ellos, reciban el trato más adecuado que pueda brindarles.
En la adaptación al anime del manga, Yuji es interpretado por Junya Enoki en japonés, Enzo Fortuny en español de América, Carlos Lorenzo en español de España y Adam McArthur en inglés. El personaje ha sido recibido positivamente por los críticos, y muchos elogiaron el desarrollo de su personaje y lo llamaron una versión única de un protagonista shōnen.

## Creación y caracterización
La apariencia de Yuji con una sudadera con capucha estaba, a los ojos de Akutami, destinada a simbolizar su vacilación e indecisión. Según Akutami, el final del arco del personaje de Yuji ha sido planeado de antemano y está programado para terminar en los próximos dos años, aunque el final de Sukuna está en proceso. También desmintió las teorías populares de los fanáticos de que la madre de Yuji era Yuki Tsukumo.
Yuji ha sido descrito como «ingenuo, reflexivo y adorable, todo mientras está poseído por un antiguo demonio». Lo visceralmente de su carácter mezclado con sus rasgos alegres contrasta a lo largo de su arco. Como Akutami nunca tuvo la intención de que su serie se serializara, el protagonista principal de Jujutsu Kaisen 0, Yuta Okkotsu, originalmente estaba destinado a ser el protagonista principal de la franquicia. Las similitudes entre los dos personajes incluyen su introducción al mundo del jujutsu, la tragedia, la ingenuidad y haberse enfrentado a la muerte. A pesar de sus similitudes, los dos se han diferenciado con notabilidad dada a cómo se «comportan de manera muy diferente... Itadori es extrovertido, mientras que Yuta es más reservado». Yuji está dispuesto a arriesgar su vida por sus amigos y su naturaleza bondadosa se esfuerza por triunfar de la mejor manera posible para que nadie más pueda morir. Durante el arco «Yuji Itadori vs. Mahito» de la historia después de perder a su amigo Junpei por la técnica maldita de Mahito, Yuji promete que nunca volverá a perder. Esto se menciona en arcos posteriores, especialmente en el arco «Incidente de Shibuya» cuando muchos de sus amigos y compañeros mueren a su alrededor mientras él se siente culpable por causar su muerte, ya que los espíritus malditos estaban específicamente detrás de él y Sukuna. En un momento al inicio de la historia en el que aparentemente muere después de que le quitaran el corazón, Yuji agradece haber ayudado a sus amigos, a pesar del poco tiempo que tuvo para compartir con ellos. Otro momento de la sinceridad de Yuji en el manga llega cuando se encuentra con Yuko Ozawa, una compañera de clase que anteriormente tenía sobrepeso y que quería ser amiga de Yuji pero no podía hablar con él por falta de confianza.

## Apariciones

### Jujutsu Kaisen
Yuji aparece por primera vez en Jujutsu Kaisen como un excéntrico joven de 15 años que vive con su abuelo Wasuke y es miembro del club de ocultismo de su escuela secundaria. El día que fallece su abuelo, Yuji conoce a Megumi Fushiguro, quien pregunta sobre uno de los dedos de Sukuna que el club de ocultismo obtuvo ilícitamente. Más tarde, viene al rescate de Megumi cuando un enjambre de espíritus malditos ataca la escuela, atraídos por el dedo; en el proceso, Yuji ingiere el dedo. El maestro de jujutsu, Satoru Gojo, le dice a Yuji que próximamente sería ejecutado, pero retrasan la ejecución para que Yuji pueda comerse todos los dedos de Sukuna y acabar con el demonio por completo. Yuji se traslada a la escuela de Tokio y comienza a aprender jujutsu, guiado personalmente por Satoru. Rápidamente entabla amistad con sus compañeros de primer año, Megumi y Nobara Kugisaki. Aparentemente muere durante un altercado con un «útero maldito» en un centro de detención, en el que Sukuna chantajeó a Yuji al mantener su corazón como rehén.
Supuestamente muerto, Yuji continúa practicando hechicería, descubriendo su enorme energía maldita usándola para técnicas malditas especializadas. Él entabla una amistad con Junpei, que se descarrila cuando es asesinado por Mahito. También conoce al hechicero Kento Nanami. Después de una pelea en la que Mahito pierde y se escapa, Yuji jura venganza. En el evento de intercambio entre las escuelas de jujutsu de Tokio y Kioto, Yuji revela su supervivencia al mundo. Algunos lo quieren muerto de inmediato, mientras que otros se ponen del lado de Gojo para mantenerlo con vida temporalmente. Él entabla una rápida relación fraternal con Aoi Todo de tercer año. Junto a Todo, él y los otros estudiantes de jujutsu y el personal repelen una invasión de la escuela por parte de Mahito y Hanami, otro espíritu maldito. Durante la batalla, usa varios golpes consecutivos llamados «Black Flash», una distorsión en el espacio que potencia significativamente sus técnicas malditas. Al final de la batalla, él y Todo pueden luchar contra Hanami el tiempo suficiente para que Gojo derrote la maldición. Más tarde, Yuji es asignado a una misión en la que se encuentra con dos hermanos que son un útero maldito. Él y Nobara los matan, aunque Yuji se arrepiente cuando se da cuenta de que tienen cuerpos físicos y que rompió su estrecho vínculo fraternal.
En octubre del mismo año, Yuji es enviado a Shibuya cuando Mahito y los espíritus malditos ponen un asedio final a los hechiceros jujutsu de Japón. Durante la batalla, Yuji ve cómo Nanami y aparentemente Nobara mueren cuando se encuentran con Mahito. Esto le hace sentir una culpa y un dolor increíbles. También lucha contra Choso. Después de que los hechiceros jujutsu pierden la batalla y Surugu Geto libera al mundo a miles de espíritus malditos y hechiceros recién despertados, Choso le dice a Yuji que él es el hermano mayor de Yuji, y que Yuji tiene la sangre de un espíritu maldito. Más tarde es perseguido por otros hechiceros de jujutsu que lo culpan por el ataque a Shibuya, incluido Yuta Okkotsu.

## Recepción
Al escribir para Polygon, Chingy Nea inicialmente declaró que encontraba a Yuji como «un típico héroe shōnen destinado a atraer a los niños pequeños... Es serio y tonto como Naruto, increíblemente abnegado como Midoriya de My Hero Academia», pero luego reconoció cómo «mientras que la función del típico protagonista shōnen es cambiar el mundo... [Jujutsu Kaisen] intenta reconciliar los ideales de su género con la naturaleza aplastante de la vida moderna... esto afecta a Itadori. Tiene miedo de morir y está horrorizado por el mundo en el que ha terminado. Pero eso no lo vuelve cínico, y no le impide superar su dolor para tratar de ayudar a los demás». Karen Lu, que escribe desde la Universidad de Yale, también tomó nota de la forma en que Yuji doblaba los estereotipos sobre un joven protagonista de anime. Ella dijo que «en lugar de que el protagonista perseverara en lo imposible e ignorara los consejos de sus amigos, Yuji se da cuenta desde el principio de que no puede salvar a todos» y elogió la forma en que el anime y el manga demuestran que «en realidad tiene que volverse más fuerte y sufrir la muerte», concluyendo con el pensamiento de que «es inspirador pero aleccionador». Otra reseña positiva se ha dirigido a cómo Yuji «asume abiertamente una gran responsabilidad y sacrifica su propia seguridad para salvar a sus amigos» y cómo las interacciones con ellos «rebosan de energía divertida».
Eric Thomas, de Discussing Film, elogió la presentación de Yuji y miró favorablemente los cambios realizados en el personaje en la adaptación del anime, y señaló que «una escena que agrega más profundidad entre Yuji y su abuelo está en el primer episodio.. es importante para el desarrollo de Yuji, y las escenas adicionales transmiten fantásticamente las emociones del protagonista». También elogió al «actor de doblaje increíblemente talentoso que logró interpretarlo».